# 喬爾什滕湖
49°26′24″N 20°15′45″E / 49.44000°N 20.26250°E

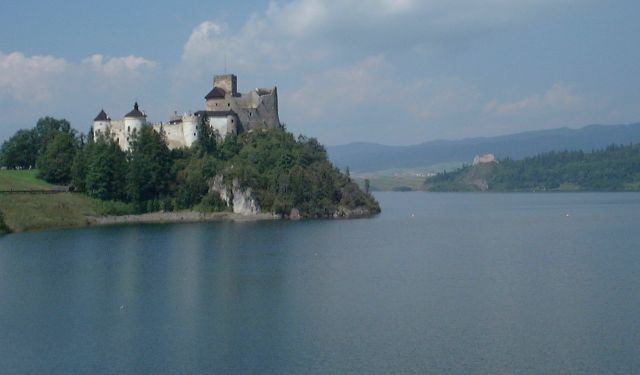

喬爾什滕湖或稱喬爾什滕水庫（波蘭語：Jezioro Czorsztyńskie; Zbiornik Czorsztyński）是波蘭的人工水庫，位於該國南部，處於杜納耶茨河，落成於1997年，面積11平方公里，最大水深50米，湖岸線長度29.7公里，蓄水量2.34億立方米。